# Cubano-statunitensi
Un cubano-statunitense o anche, non correttamente, cubano-americano è un cittadino statunitense di origini cubane o un cittadino nato a Cuba e trasferitosi negli Stati Uniti d'America. I cubano-statunitensi sono quasi due milioni e sono frutto dell'emigrazione cubana, dovuta alla povertà e/o alla repressione politica. Gli antenati dei cubano-statunitensi sono principalmente originari dell'Europa, in particolare la maggior parte è originaria della Spagna.